# Procavia capensis
L'irace del Capo (Procavia capensis Pallas, 1766), chiamato anche procavia delle rocce è una delle quattro specie di iraci esistenti, e l'unica del genere Procavia Storr, 1780.
Il nome swahili è Pelele o Wibari. Nel Sudafrica gli iraci sono chiamati dassies, che letteralmente significherebbe tasso.

## Descrizione
Hanno un aspetto generale che li fa assomigliare a conigli con orecchie e coda accorciati; tuttavia non sono Lagomorfi.
Il corpo degli iraci del Capo ha una lunghezza complessiva di 40–50 cm, con una coda di 1–2 cm. Hanno forti incisivi e molari simili a quelli dei rinoceronti. Le zampe anteriori sono plantigrade, e quelle posteriori semi-digitigrade. Il palmo delle zampe ha un cuscinetto costantemente umidificato da una secrezione simile a sudore. I maschi sono leggermente più grandi delle femmine (circa 4 kg i maschi, 3,5 kg le femmine).

## Biologia
Sono erbivori. Vivono in branchi numerosi fino a ottanta individui; ogni branco è suddiviso in sottogruppi composti da poche famiglie e guidati da un maschio adulto. Hanno una gestazione di sei o sette mesi al termine della quale partoriscono due o tre cuccioli. I piccoli alla nascita sono ben sviluppati, con occhi aperti e pelliccia completa; dopo due settimane possono ingerire cibi solidi e sono svezzati a dieci settimane di età. I giovani diventano sessualmente attivi dopo sedici mesi; a tre anni sono adulti, e possono vivere fino a circa dieci anni.

## Comportamento
L'irace del Capo vive in gruppi familiari composti anche da 25 individui, dominati da un maschio e comprendenti 3-7 femmine imparentate tra loro e accompagnate dalla prole. Il maschio è territoriale, ma in una stessa zona possono coesistere parecchi territori. Di solito il maschio dominante sorveglia il gruppo mentre si ciba e se avvista un potenziale predatore emette un segnale di allarme che spinge tutti a cercare riparo. Nel Serengeti, in Tanzania, l'irace delle rocce vive in gruppi misti con l'irace della savana. I membri delle due specie trascorrono la notte nella stessa tana. La convivenza è possibile perché non esiste alcuna competizione per il cibo: l'irace della savana si nutre di foglie, ramoscelli e frutti di acacia.

## Cibo e nutrizione
L'Irace del Capo si nutre entro un raggio di 50-100 m dal nascondiglio. Di solito dedica alla ricerca del cibo per nella prima mattinata e un tempo più lungo nel tardo pomeriggio, ma può nutrirsi in qualunque momento purché si sia prima ben riscaldato. Le erbe dure e resistenti sono parte essenziale della sua dieta che a volte include anche le foglie dei cespugli. L'irace ha uno stomaco complesso, con tre cavità separate contenenti microrganismi capaci di digerire le dure fibre vegetali.

## Riproduzione
La femmina è sessualmente ricettiva una sola volta all'anno; il periodo varia a seconda dell'habitat, ma le nascite segnano un incremento durante e dopo la stagione delle piogge. Tutte le femmine di un gruppo partoriscono quasi contemporaneamente e la cucciolata, di 2-3 piccoli, nasce in un nascondiglio sicuro tra le rocce. Il parto ha luogo 7-8 mesi dopo l'accoppiamento. Il piccolo nasce con gli occhi aperti, ricoperto di pelo e viene subito allattato; poiché impara presto a muoversi, a 4 giorni di vita è già in grado di nutrirsi di erba, sebbene continui a succhiare il latte per circa 5 mesi.

## Distribuzione e habitat
L'irace del Capo vive nelle zone dalla Siria all'Africa nordorientale e in tutta l'Africa subsahariana. Gli iraci del Capo si trovano soprattutto nella savana o nella prateria. È un mammifero primitivo che dipende dall'ambiente esterno per mantenere costante la temperatura corporea; tende perciò ad abitare in luoghi soleggiati dove può riscaldarsi all'inizio di ogni giornata. Alcune popolazioni vivono a considerevoli altitudini, per esempio sulle pendici del monte Kenya, dove le fenditure tra i massi forniscono un caldo riparo. Le crepe tra le rocce sono spesso fonte di umidità e facilitano la crescita delle erbe di cui l'animale si ciba. I soffici cuscinetti sulle piante dei piedi consentono all'irace di scorrazzare con sicurezza sulle superfici scivolose e, in caso di pericolo, di scappare rapidamente tra le fenditure in cerca di riparo; esso può anche scavare delle piccole tane nel terreno più soffice per utilizzarle come ulteriori nascondigli.
Nel 2008 si è cercato di reintrodurre due volte P. capensis nella riserva della provincia di KwaZulu-Natal in Sudafrica, dove si era estinta, ma ambedue i tentativi sono falliti.

## Tassonomia

### Sinonimi
Per il genere Procavia sono stati riportati i seguenti sinonimi:
- Euhyrax Gray, 1868
- Hyrax Hermann, 1783
- Procauia Storr, 1780

Non sono stati invece indicati sinonimi per P. capensis.

### Sottospecie
Sono state identificate le seguenti sottospecie:
- P. c. capensis Pallas, 1766
- P. c. bamendae Brauer, 1913
- P. c. capillosa Brauer, 1917
- P. c. erlangeri Neumann, 1901
- P. c. habessinicus Hemprich and Ehrenberg, 1832
- P. c. jacksoni Thomas, 1900
- P. c. jayakari Thomas, 1892
- P. c. johnstoni Thomas, 1894
- P. c. kerstingi Matschie, 1899
- P. c. mackinderi Thomas, 1900
- P. c. matschiei Neumann, 1900
- P. c. pallida Thomas, 1891
- P. c. ruficeps Hemprich and Ehrenberg, 1832
- P. c. scioanus Giglioli, 1888
- P. c. sharica Thomas and Wroughton, 1907
- P. c. syriacus Schreber, 1784
- P. c. welwitschii Gray, 1868

## Curiosità
Gli escrementi e l'urina degli iraci hanno proprietà farmacologiche utili; sono stati usati nella cura dell'epilessia e delle convulsioni.

## Irace nel cinema
L'irace appare nel film di animazione Uno zoo in fuga.
 Nei film Nata libera e Khumba (2013) e nella serie TV animata The Lion Guard (2016).